# Iliria
În antichitatea clasică, Iliria era regiunea din vestul Peninsulei Balcanice, cuprinsă între Marea Adriatică, râul Morava și Panonia, locuit de iliri.
Principalele orașele ale Iliriei au fost Apollonia, Epidamus, Scodra (în prezent, Scutari, Albania) și Rhizon (în prezent, Risan, Muntenegru).
Preistoria Iliriei și istoria ilirilor sunt cunoscute din dovezile arheologice. Iliria este cucerită de Republica Romană în 168 î.Hr. în urma Războaielelor Ilire.

## Nume
În mitologia greacă, originea numele Iliriei poate fi trasată etiologic de la Ilirios, fiul lui Cadmus și al Harmoniei, care eventual a domnit în Iliria și a devenit strămoșul ilirilor. O altă versiune a mitului îi identifică pe Polifem și Galateea drept părinți ai lui Celtus, Galas și Ilirius.
Scriitori greci antici au utilizat termenul „ilir” pentru a descrie poporul care locuia între liburni și Epirus. Un scriitor grec din secolul al IV-lea î.Hr. a identificat clar popoarele de pe coasta balcanică a Mării Adriatice. Doar în secolul I d.Hr. termenul de „ilir” era folosit ca termen general pentru popoarele de pe coasta Adriaticii.

## Regatele ilire

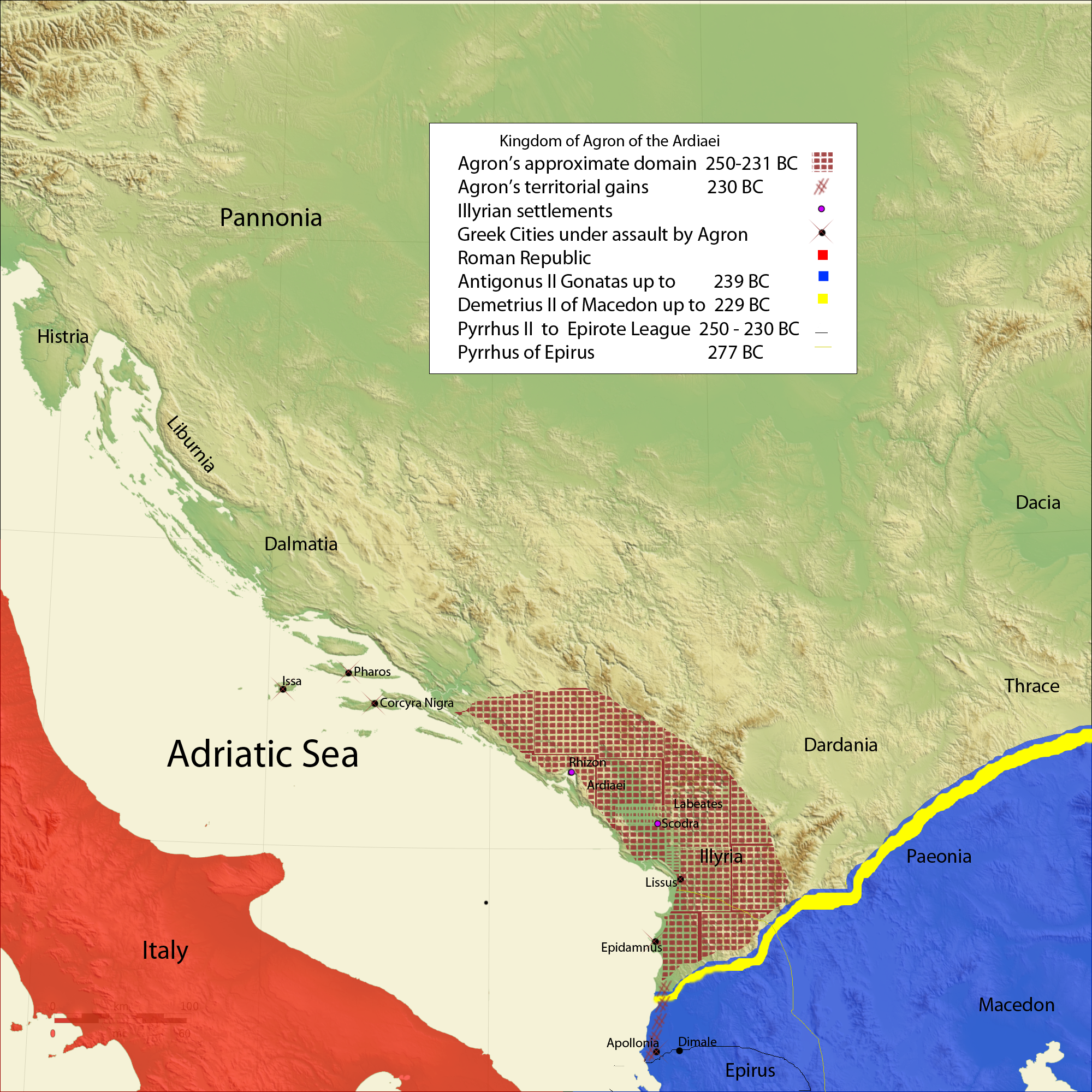
Regatul lui Agron în secolul al III-lea î.Hr.

Prima menționarea a unui regat ilir este cea a regatului Enchele din secolul al VIII-lea î.Hr.. În perioada 400 î.Hr. și 167 î.Hr. în regiune vor apărea alte regate. Tribul Autariatae sub Pleurias (337 î.Hr.) era considerat regat. Regatul populației Ardiaei i-a naștere 230 î.Hr. și se sfârșește în 167 î.Hr.. Cele mai importante regate ale ilirilor au fost cele fondate de Bardilis al dardanilor și Agron al Ardiaei care a creat ultimul și cel mai cunoscut regat ilir. Agron și-a extins regatul cucerind alte triburi.

## Perioada romană și bizantină
Romanii l-au învins și capturat pe Gentius, ultimul rege al Iliriei, la Scodra (astăzi Albania) în 168 î.Hr. și trimis la Roma în 165 î.Hr.. Cele patru republici cliente formate erau de fapt conduse de Roma. Mai târziu, regiunea va fi reorganizată în provincie romană cu capitala la Scodra.
Provincia romană Illiricum a înlocuit fostele regate din Iliria. Provincia cuprindea teritoriul dintre râul Drilon din Albania de astăzi și Istria (Croația) în vest și până la râul Sava (în Bosnia și Herțegovina) în nord. Salona (în apropriere de orașul modern Split din Croația) a fost organizată și a funcționat drept capitală.
După înăbușiserea unei revolte a panonienilor și desiților, administratorii romani au dizolvat provincia Iliria și i-au împărțit teritoriul între provinciile Panonia în nord și Dalmația în sud. Deși provincia a fost dizolvată în 10 d.Hr., termenul de Iliria s-a păstrat în latina târzie și pe parcursul perioadei medievale. După diviziunea Imperiului Roman, episcopii Salonicului numeau vicarii papali din Iliricum. Patriarhii de Constantinopol au introdus Iliria în jurisdicția lor în secolul al VIII-lea.

## Moștenire
Numele Iliria dispare în urma cuceririi otomane a Balcanilor în secolul al XV-lea și reapare abia în secolul al XVII-lea fiindu-i atribuită o nouă semnificație în timpul războaielelor dintre Imperiul Otoman și dinastia Habsburg. Leopold I i-a desemnat pe slavii sudici ca „națiunea iliră”.
Numele Iliria a fost refolosit de Napoleon pentru Provinciile Ilire care au fost încorporate de Imperiul Francez între 1809 și 1813. Regatul Iliriei a fost parte componentă a Austriei între anii 1816 și 1849.